# La Permission de minuit
Pour plus de détails, voir Fiche technique et Distribution.
La Permission de minuit est un film français réalisé par Delphine Gleize, sorti le 2 mars 2011. Ce film réunit pour la troisième fois Vincent Lindon et Emmanuelle Devos après La Moustache d'Emmanuel Carrère et Ceux qui restent d'Anne Le Ny.

## Synopsis
Romain est un jeune adolescent atteint depuis sa naissance de Xeroderma pigmentosum, une maladie génétique extrêmement rare qui le contraint notamment à rester à l'abri de la lumière du jour en raison des rayons ultraviolets qui provoquent des dommages à l'ADN que ses cellules ne peuvent naturellement réparer, entrainant irrémédiablement des cancers cutanés multiples. Il est suivi par le dermatologue David Assoland avec lequel il a noué au cours des années une relation d'autant plus filiale qu'il vit seul avec sa mère. David cependant, après une longue carrière au CHU de Bayonne obtient enfin un poste convoité depuis de nombreuses années à l'Organisation mondiale de la santé à Genève. Très attaché à cet enfant, bien que relativement distant de sa propre famille, il ne sait ni ne réussit à lui dire qu'il va devoir partir. Son successeur à la tête du service est une femme, Carlotta Granié, avec laquelle il entretient des rapports conflictuels, ne réussissant pas à passer la main.
Romain se retrouve par hasard mis devant le fait accompli et n'accepte pas le départ de David qu'il ressent comme une trahison, voire un acte de lâcheté. Il le repousse violemment, et bien que sa santé se dégrade, adopte des comportements à risque. La maladie progresse et inexorablement des tumeurs se développent dans les mois qui suivent alors que David est parti pour Genève. À la suite d'un malaise, il doit être opéré et le professeur Granié appelle David auprès de Romain.

## Fiche technique
- Titre original : La Permission de minuit
- Réalisation : Delphine Gleize
- Scénario : Delphine Gleize
- Photographie : Crystel Fournier
- Décors : Antoine Platteau
- Costume : Pierre-Yves Gayraud
- Montage : François Quiqueré
- Musique : Éric Neveux
- Producteur : Jérôme Dopffer
- Sociétés de Production : Les Productions Balthazar
- Société de distribution : Rezo Films
- Pays d'origine :  France
- Langue originale : français
- Genre : comédie dramatique
- Date de sortie : 2 mars 2011 (France)

## Distribution
- Vincent Lindon : David Assoland
- Emmanuelle Devos : Carlotta Granié
- Quentin Challal : Romain
- Caroline Proust : Louise
- Nathalie Boutefeu : Eva
- Laurent Capelluto : Harold
- Solène Rigot : Noémie
- Maxime Renard : Guillaume
- Alexandre Boucher : Jacob
- Dominique Baeyens : Angèle
- Noémie Merlant : Mathilde
- Quentin Reynaud : le fiancé de Mathilde

## Production
Le titre de travail du film a été De toutes mes forces.

## Musique
Sauf indication contraire, les informations mentionnées dans cette section peuvent être confirmées par le générique de fin de l'œuvre audiovisuelle présentée ici, ainsi que par la base de données cinématographiques IMDb,  présente dans la section « Liens externes ».
- C'est extra - Léo Ferré
- D.A.N.C.E. - Justice

## Accueil de la critique
Dans les Cahiers du cinéma, Florence Maillard considère que « le film court après une multitudes de scènes étonnantes, enfile les scènes comme des perles, s'enferme dans la logique d'un romanesque plutôt conventionnel et décoratif, comme s'il tenait son histoire (ce malade, ce médecin) mais pas son sujet (que donne-t-il à ressentir profondément ? ».

## Distinctions
- 2011 : Prix du public au Festival international de Mons